# 42nd Street (Manhattan)

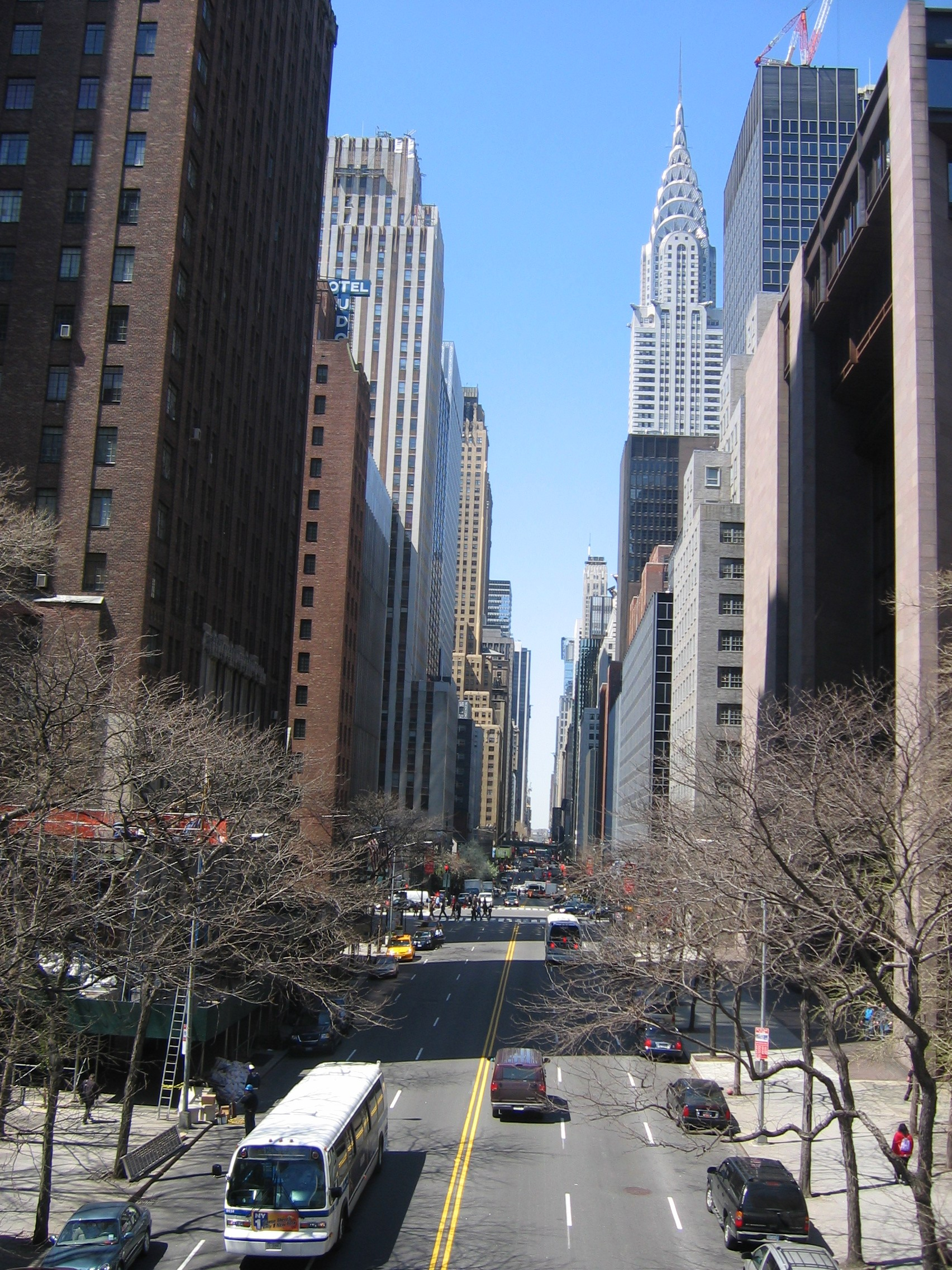
Blick von der Tudor City Bridge nach Westen

Die 42nd Street ist eine Hauptverkehrsstraße in Manhattan in New York City. Sie verläuft vom FDR Drive im Stadtteil Turtle Bay am East River in Ost-West-Richtung quer über die Insel bis zum West Side Highway im Stadtteil Hell’s Kitchen am Hudson River.

## Beschreibung
Die 3,2 Kilometer lange Straße teilt sich an der querenden Fifth Avenue in „East“ und „West“ 42nd Street. Die Kreuzungen zwischen der West 42nd Street und Broadway sowie der Seventh Avenue bilden die südliche Begrenzung des Times Square, der ein bedeutendes touristisches Zentrum der Stadt darstellt. Entlang der Straße befinden sich zahlreiche Stadtbild prägende Gebäude, darunter das Chrysler Building, das Grand Central Terminal, das Chanin Building, das One Vanderbilt, das 500 Fifth Avenue, die New York Public Library, das Grace Building, der Bank of American Tower und der One Times Square mit dem Times Square Ball. An der West 42nd Street liegt des Weiteren der Bryant Park. Zwei Straßenbrücken überqueren die East 42nd Street: die Tudor City Bridge an der First Avenue beim UNO-Hauptquartier und der Park Avenue Viaduct am Grand Central Terminal.
Die 42nd Street ist für zahlreiche Theatergebäude bekannt, die je nach Zahl der Sitzplätze zu Broadway oder Off-Broadway gezählt werden. Seit dem wirtschaftlichen Niedergang des Theaterviertels in den 1960er Jahren war sie ein Rotlicht- und Drogenviertel. In den 1990er Jahren wurde die Gegend der Straße, vor allem zwischen der Seventh Avenue und der Eighth Avenue, saniert. Ältere Theater wie das New Victory Theatre oder das Theater der Playwrights Horizons wurden mit Spenden und öffentlichen Mitteln renoviert und an Non-Profit-Organisationen übergeben. Das New Amsterdam Theatre mit seiner reichen Art-Déco-Dekoration wurde von der Walt Disney Company instand gesetzt und wiedereröffnet.
An der West 42nd Street zwischen Eighth Avenue und Ninth Avenue befindet sich der Busbahnhof Port Authority Bus Terminal. Der Busbahnhof wird täglich von 7200 Bussen und etwa 200.000 Fahrgästen benutzt. Entlang der 42nd Street fährt die Buslinie M42 des Unternehmens Metropolitan Transportation Authority (MTA) wie auch die Buslinie M104, die über den Times Square den Sitz der Vereinten Nationen erreicht. Im Jahr 2019 wurden entlang der Straße Busspuren installiert.
Die 42nd Street wird durch zahlreiche Linien der New York City Subway erschlossen, wobei sämtliche Expresslinien in der Nähe der 42nd Street eine Haltestelle haben.
- Unter der Straße verlaufen zwei Linien. Zwischen den Stationen Times Square – 42 St und Grand Central – 42 St pendelt die als 42nd Street Shuttle bezeichnete Subway-Linie . Deren Tunnel verläuft komplett unter der 42nd Street. In Betrieb genommen wurde der Tunnel 1904 zunächst als Verbindung zwischen dem Lexington Tunnel und Broadway Tunnel. 1918 erfolgte dann ein Umbau der Gleisanlagen, sodass seitdem der Shuttle fährt. Weiterhin verläuft ab Bryant Park die Flushing Line (Linie ) unter der 42nd Street bis zu deren östlichen Ende, wo dann diese im Steinway-Tunnel weiter nach Queens führt.
- In Nord-Süd-Richtung verlaufende U-Bahn-Linien haben Stationen am Grand Central Terminal/Park Avenue (Linien ), am Bryant Park/Sixth Avenue (Linien ), am Times Square/Broadway (Linien ) und Times Square/Seventh Avenue (Linien ).

Die Straße wurde zum Titel eines Films von Busby Berkeley aus dem Jahr 1933 (Die 42. Straße) und eines darauf aufbauenden Bühnen-Musicals von 1980 (42nd Street), das 2001 ein Revival erlebte. Im Film Flesh von Andy Warhol geht der Strichjunge Joe zur 42. und bemüht sich um Freier. Im Spielfilm Asphalt-Cowboy (1969) scheitert der Held Joe Buck (gespielt von Jon Voight) beim Versuch, seinen Lebensunterhalt als Gigolo auf der 42nd Street zu verdienen. Der Begriff 42nd Street wird in diesem Film als Synonym für den Straßenstrich verwendet.
Die 42nd Street gehört zu den Straßen in Manhattan, in der das viermal im Jahr auftretendes Phänomen Manhattanhenge auftritt. Hierbei scheint das Licht der aufgehenden oder untergehenden Sonne in gerader Linie durch die Straßenschluchten der nach dem Commissioners’ Plan von 1811 nicht perfekt nach Ost-West ausgerichteten Straßennetz. Diese Phänomen tritt etwa drei Wochen vor und nach der jeweiligen Sonnenwende um den 5. Dezember und 8. Januar im Winter sowie um den 28. Mai und 13. Juli im Sommer auf.
Seit dem September 2009 kann man die 42nd Street auch virtuell befahren, da in dem PC-Spiel „City Bus Simulator 2010“ die Buslinie M42 und somit auch die komplette 42nd Street nachgebildet wurde.

## Galerie

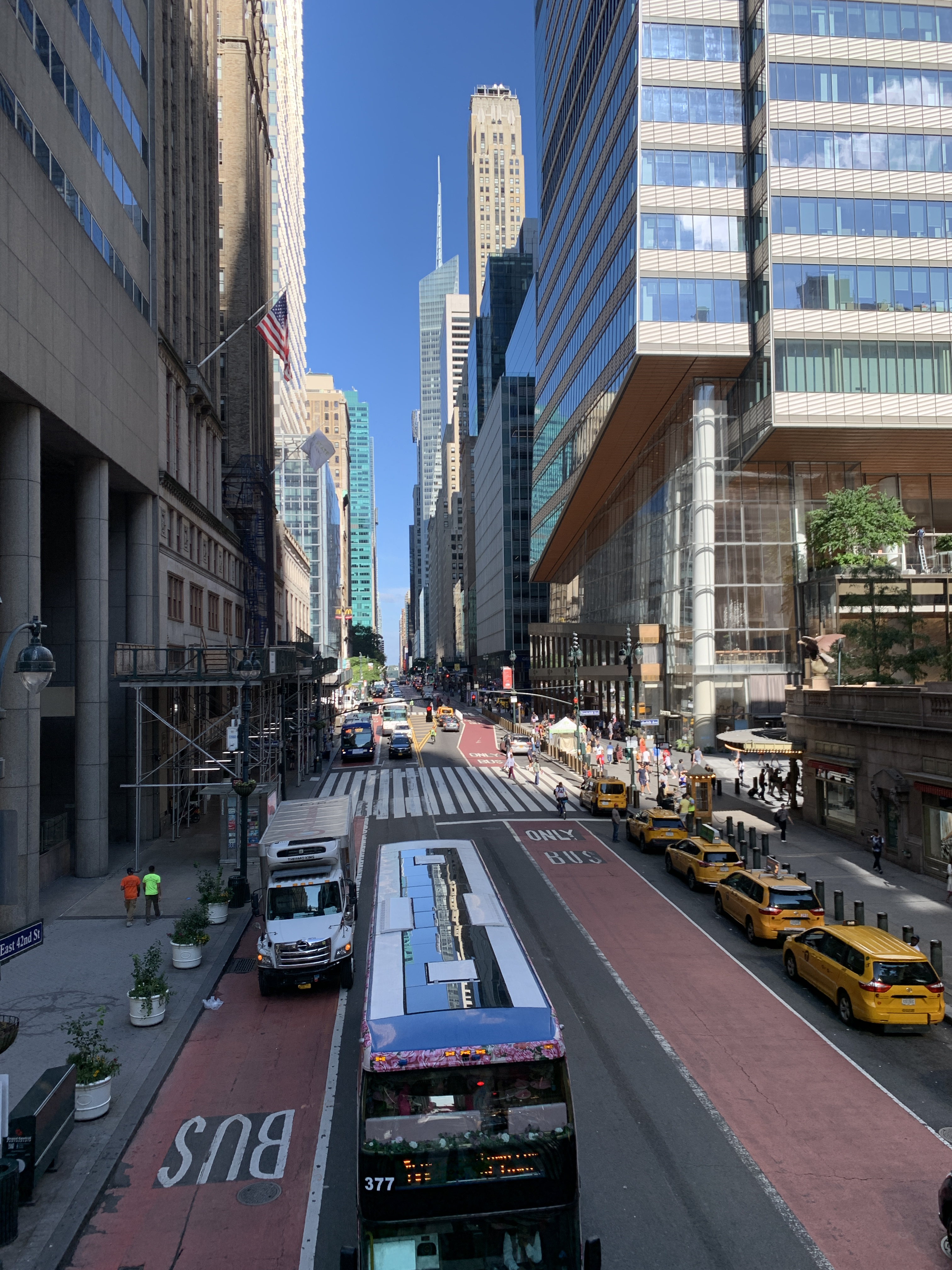
Blick vom Park Avenue Viaduct 2023
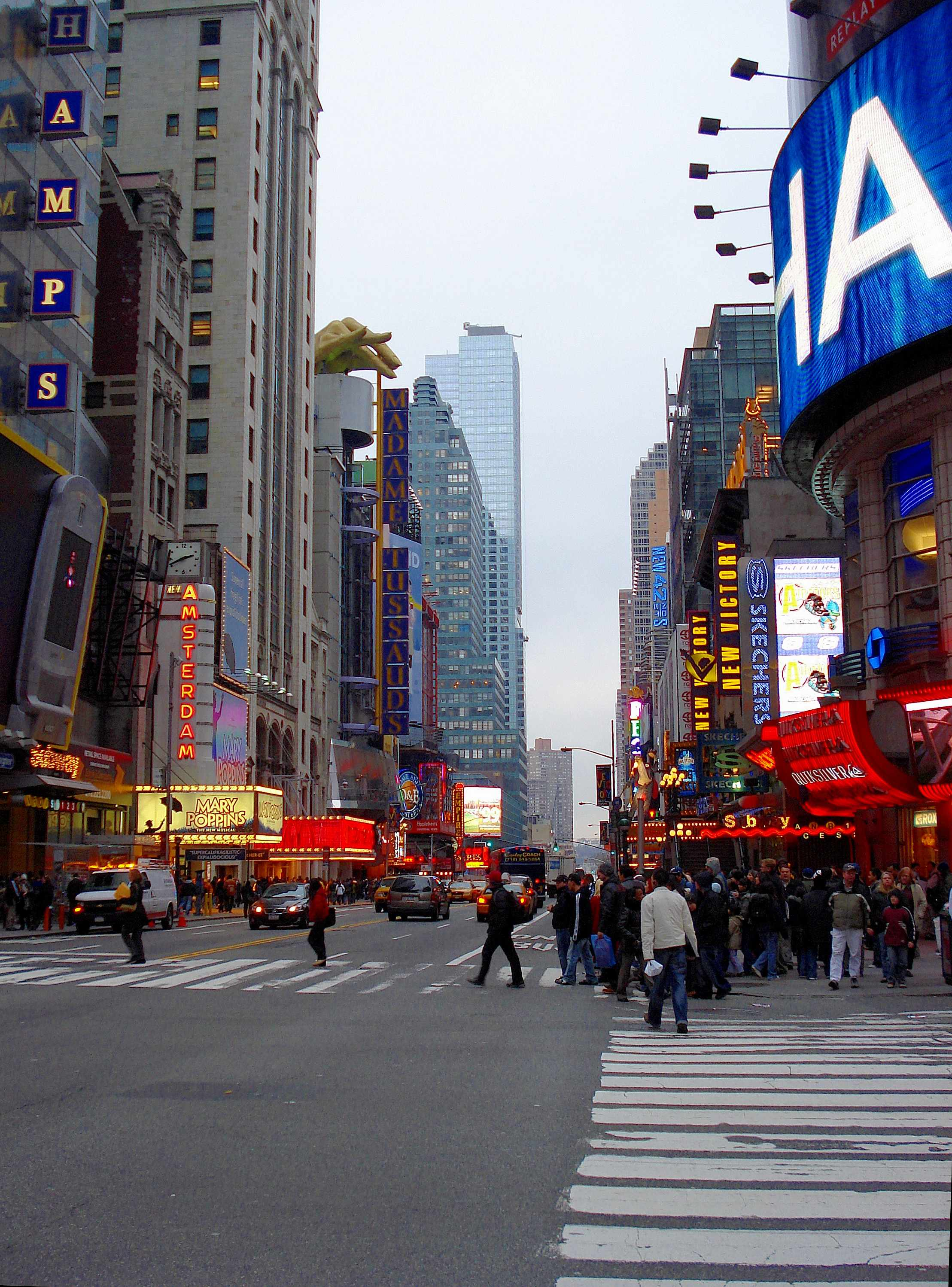
Times Square
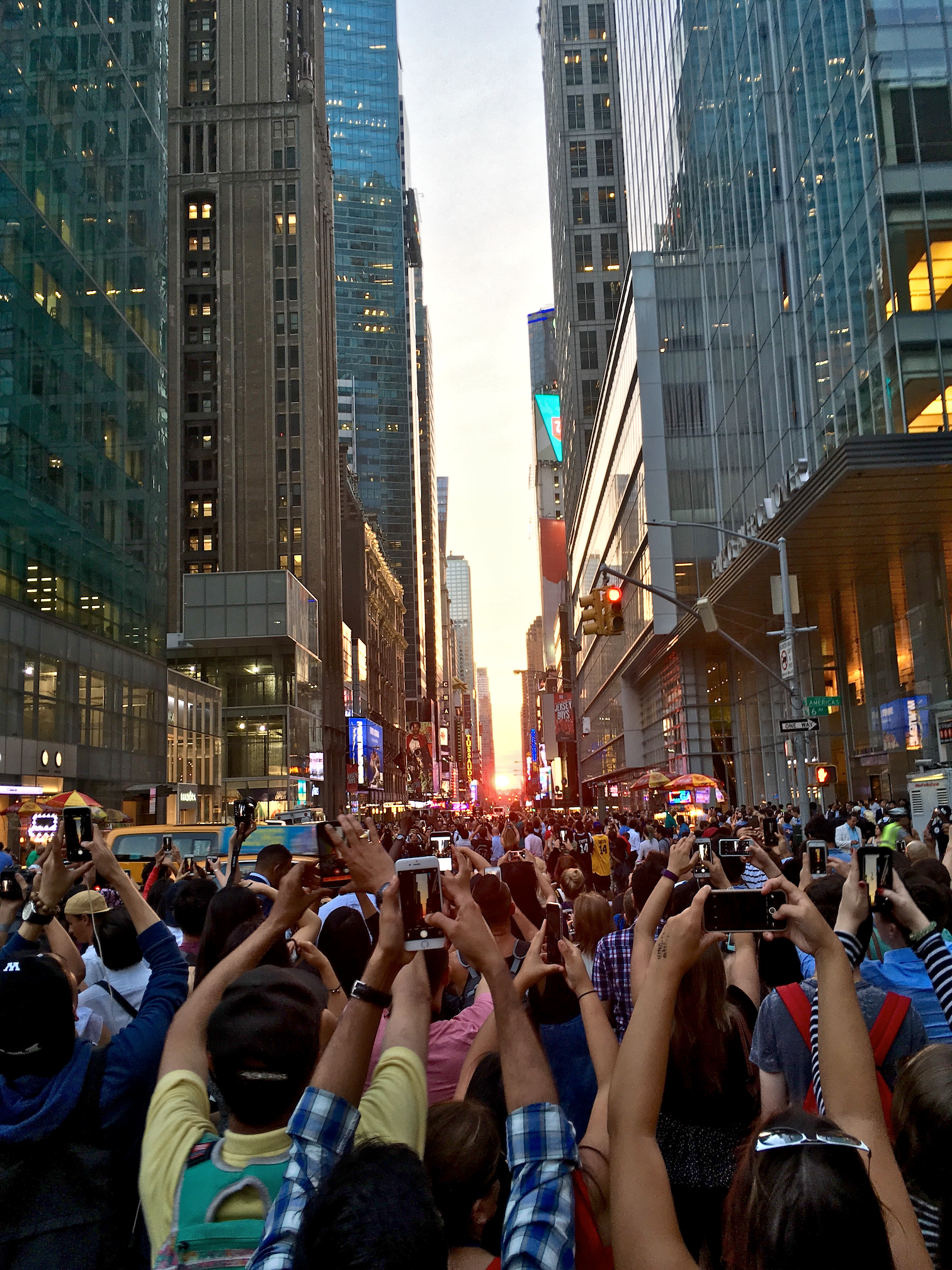
Manhattanhenge in der 42nd Street am 12. Juli 2016
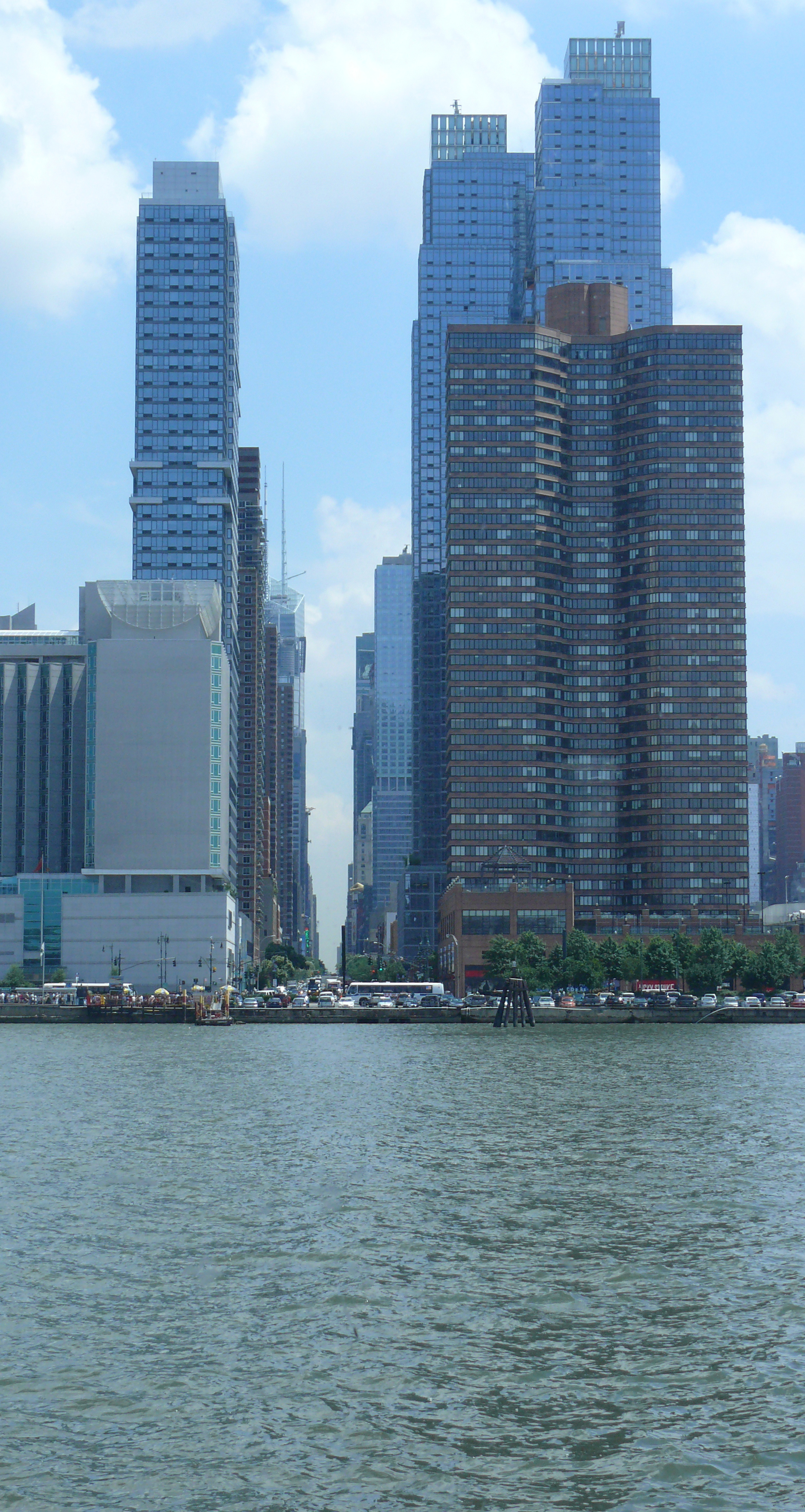
Die Straßenschlucht von Westen gesehen
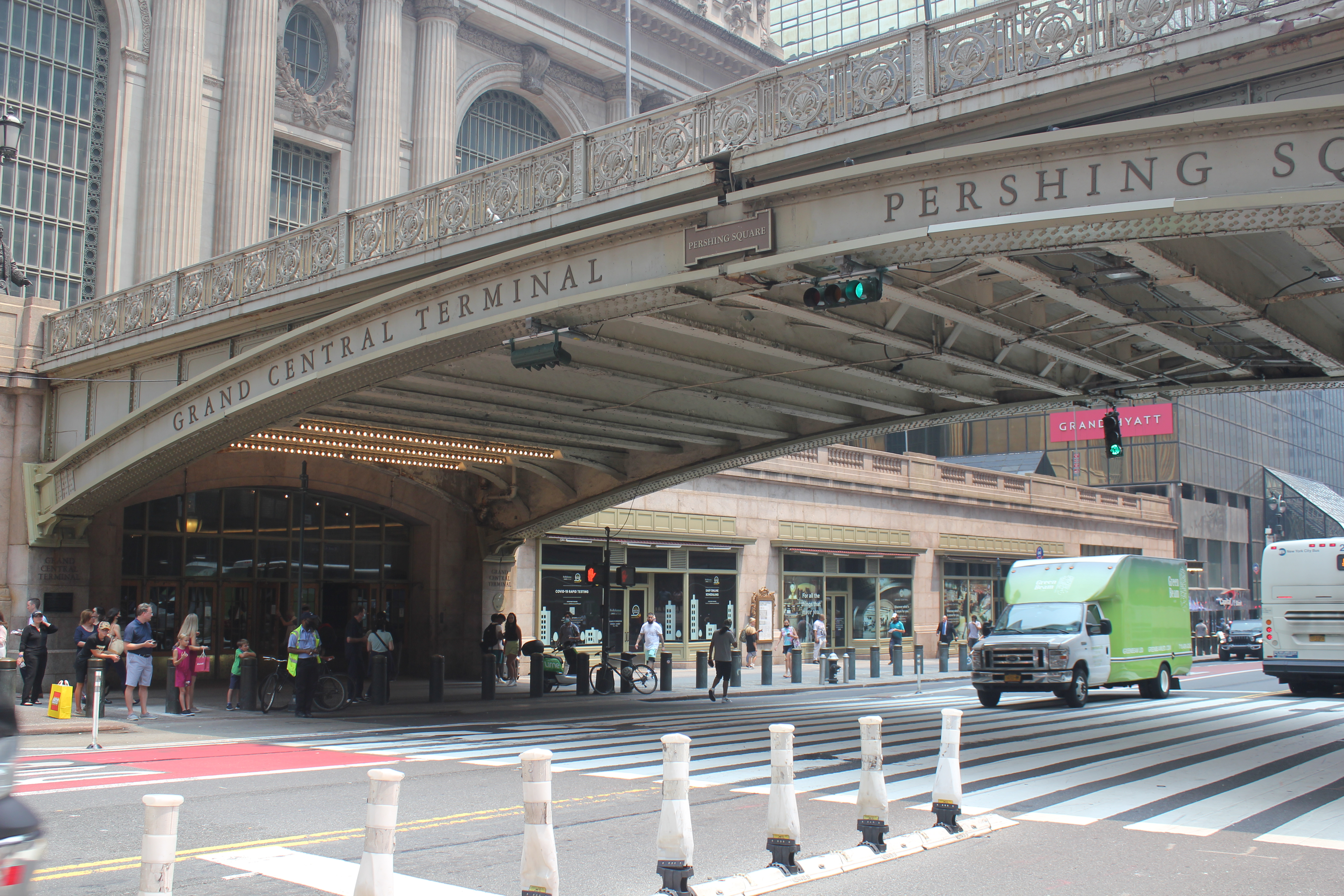
Park Avenue Viaduct